# Bariofarmacoalumite
La bariofarmacoalumite (simbolo IMA: Bpal) è un raro minerale del supergruppo della farmacosiderite all'interno del quale occupa un posto nel gruppo della farmacoalumite; appartiene alla famiglia minerale dei "fosfati, arseniati e vanadati" e possiede composizione chimica Ba0,5Al4(AsO4)3(OH)4 • 4H2O.

## Etimologia e storia
La bariofarmacoalumite deve il proprio nome al suo contenuto di bario e alla sua correlazione con la farmacoalumite (nella quale il potassio sostituisce il bario).
Il campione tipo è conservato presso le collezioni del museo di storia naturale di Londra con il numero di catalogo BM 2010,82.

## Classificazione
Nella classica nona edizione della sistematica dei minerali di Strunz, aggiornata dall'Associazione Mineralogica Internazionale (IMA) fino al 2009, elenca la bariofarmacoalumite nella classe "8. Fosfati, arseniati, vanadati" e da lì nella sottoclasse "8.D Fosfati, ecc. con anioni aggiuntivi, con H2O"; questa viene ulteriormente suddivisa in base alla dimensione dei cationi coinvolti, in modo da trovare la bariofarmacoalumite nella sezione "8.DK Con cationi di media e grande dimensione, (OH, ecc.):RO4 > 1:1 e < 2:1" dove insieme a bario-alumofarmacosiderite, bario-zinco-alumofarmacosiderite (non più riconosciute dall'IMA), idroniofarmacosiderite, natrofarmacoalumite, farmacosiderite, bariofarmacosiderite, natrofarmacosiderite e farmacoalumite forma il sistema nº 8.DK.10.
Questa classificazione è stata rivista nell'edizione successiva, proseguita dal database "mindat.org" e chiamata Classificazione Strunz-mindat; qui la bariofarmacoalumite si trova sempre nella classe dei "fosfati, arseniati e vanadati" e da lì nella sottoclasse dei "fosfati, ecc. con anioni aggiuntivi, con H2O"; qui è sempre nella sezione "con cationi di media e grande dimensione, (OH, ecc.):RO4 > 1:1 e < 2:1" dove però occupa il sistema nº 8.DK.12 insieme a idroniofarmacoalumite, farmacoalumite, calciofarmacoalumite e natrofarmacoalumite.
Anche nella Sistematica dei lapis (Lapis-Systematik) di Stefan Weiß la bariofarmacoalumite si trova nella classe dei "fosfati, arseniati e vanadati" e nella sottoclasse dei "fosfati idrati, con anioni estranei"; qui è nella sezione dei "cationi medi e molto grandi: Al-Mg e Ca-Na-K" dove forma il sistema nº VII/D.47 insieme a natrofarmacoalumite, farmacoalumite, farmacosiderite, natrofarmacosiderite, talliofarmacosiderite, cesiofarmacosiderite, stronziofarmacosiderite, bariofarmacosiderite, plumbofarmacosiderite, idroniofarmacoalumite e idroniofarmacosiderite.
Stessa cosa per la classificazione dei minerali secondo Dana, usata principalmente nel mondo anglosassone: la bariofarmacoalumite è nella classe dei "fosfati, arseniati e vanadati" e nella sottoclasse dei "fosfati idrati, ecc. contenenti idrossile o alogeno"; qui è nella sezione dei minerali con composizione "(AB)5(XO4)3Zq • x(H2O)" dove forma il sistema nº 42.8.1b.3 insieme a farmacoalumite, bario-alumofarmacosiderite, natrofarmacoalumite, bariofarmacoalumite e bario-zinco-alumofarmacosiderite.

## Abito cristallino
La bariofarmacoalumite cristallizza nel sistema cubico con il gruppo spaziale P43m (gruppo nº 215) con la costante di reticolo a = 7,742(4) Å, oltre ad avere 1 unità di formula per cella unitaria.

## Origine e giacitura
La bariofarmacoalumite si forma come minerale secondario di rivestimento di fratture e cavità in rocce contenenti tetraedrite-tennantite sottoposte a fenomeni di alterazione superficiale; la paragenesi è con mansfieldite, philipsbornite, beudantite, carminite, duftite, mimetite, scorodite, olivenite, arsentsumebite, lavendulano, foretite (per campioni trovati nelle miniere di Cap Garonne, Francia), oppure con bariofarmacosiderite, quarzo, calcedonio e goethite.(per campioni provenienti da "Mina Grande", in Cile).
La bariofarmacoalumite è un minerale molto raro ed è stato trovato solo in pochi siti: la miniera di "Cap Garonne" (43.08139°N 6.03222°E, che è la sua località tipo, e le miniere "Nord" e "Sud" tutte nei pressi di Tolone nel dipartimento di Var (Francia); sempre in Francia il minerale è stato rinvenuto nei pressi di Larochemillay.
In Italia è stata trovata a Ne nella miniera "Gambatesa" (Liguria) e nella Valle Benedetta (nei pressi di Livorno, In Toscana).
Altri luoghi di ritrovamento sono: Žakarovce (Slovacchia); Schneeberg e Seelbach (Germania); nel deposito di rame presso Bad Eisenkappel in Carinzia (Austria); la miniera di "Pittsburg-Liberty" nella contea di Mono (California, Stati Uniti); la miniera "La Marqueza" a La Serena In Cile.

## Forma in cui si presenta in natura
La bariofarmacoalumite si forma come incrostazioni di cubetti isolati o interpenetranti, con dimensioni fino a 0,5 mm.
I cristalli hanno lucentezza adamantina, sono da incolori al giallo pallido, anche se il luce riflessa assume riflessi interni blu intenso; il colore del suo striscio è bianco.